# Phil Baroni
Pour les articles homonymes, voir Baroni.
Phil Baroni, né  le 16 avril 1976, est un pratiquant américain d'arts martiaux mixtes (MMA). Il a acquis une réputation grâce à ses techniques de boxe et sa puissance, mais il est également un lutteur accompli.
Il s'entraine avec la Team Hammer House, qui comporte des combattants reconnus comme Mark Coleman et Kevin Randleman.

## Palmarès en arts martiaux mixtes
| 10 Wins (7 KO, 2 submissions, 1 decision), 8 Losses (5 decisions, 2 TKO, 1 submission), 0 Draws. |          |                  |                               |                               |         |       |
| Date                                                                                             | Résultat | Adversaire       | Nom de l'évènement            | Méthode                       | Round   | Temps |
| 1/1/11                                                                                           | Loss     | Brad Tavares     | UFC 125: Resolution           | TKO (strikes)                 | Round 1 |       |
| 10/21/06                                                                                         | Win      | Yosuke Nishijima | PRIDE 32: The Real Deal       | Submission (kimura)           | Round 1 | 3:20  |
| 6/4/06                                                                                           | Loss     | Kazuo Misaki     | PRIDE Bushido Survival 2006   | Decision (unanimous)          | Round 2 | 5:00  |
| 4/2/06                                                                                           | Win      | Yuki Kondo       | PRIDE Bushido 10              | TKO (strikes)                 | Round 1 | 0:25  |
| 9/25/05                                                                                          | Loss     | Ikuhisa Minowa   | PRIDE Bushido 9               | Decision                      |         | 5:00  |
| 7/17/05                                                                                          | Win      | Ryo Chonan       | PRIDE Bushido 8               | KO (punching)                 | Round 1 | 1:40  |
| 5/22/05                                                                                          | Win      | Ikuhisa Minowa   | PRIDE Bushido 7               | TKO (Referee Stoppage)        | Round 2 | 2:40  |
| 3/5/2005                                                                                         | Win      | Chris Cruit      | Extreme Fighting Challenge 11 | Submission (Armbar)           | Round 2 |       |
| 2/5/05                                                                                           | Loss     | Pete Sell        | UFC 51                        | Submission (Guillotine choke) | Round 3 | 4:50  |
| 6/19/04                                                                                          | Loss     | Evan Tanner      | UFC 48                        | Decision (Unanimous)          | Round 3 | 5:00  |
| 11/21/03                                                                                         | Loss     | Evan Tanner      | UFC 45                        | TKO                           | Round 1 | 4:42  |
| 2/28/03                                                                                          | Loss     | Matt Lindland    | UFC 41                        | Decision (Unanimous)          | Round 3 | 5:00  |
| 9/27/2002                                                                                        | Win      | Dave Menne       | UFC 39                        | KO                            | Round 1 | :18   |
| 5/10/2002                                                                                        | Win      | Amar Suloev      | UFC 37                        | KO                            | Round 1 | 2:55  |
| 11/02/2001                                                                                       | Loss     | Matt Lindland    | UFC 34                        | Decision (Majority)           | Round 3 | 5:00  |
| 8/10/2001                                                                                        | Win      | Robert Sarkozi   | WMMAA 1 - MegaFights          | TKO                           | Round 1 | 1:05  |
| 2/23/2001                                                                                        | Win      | Curtis Stout     | UFC 30                        | Decision (Unanimous)          | Round 3 | 5:00  |
| 8/25/2000                                                                                        | Win      | John Hayes       | Vengeance at the Vanderbilt 9 | TKO                           | Round 1 | 0:35  |